# Suspiros de España (película)
Suspiros de España es una película musical española coproducida con Alemania, dirigida por Benito Perojo en 1938 y protagonizada por Estrellita Castro y Miguel Ligero. 

## Sinopsis
Una joven lavandera, Dolores, destaca por su bonita voz. Entonces se presenta un representante en busca de una cantante. Su padrino (Miguel Ligero) la anima para que se dedique al mundo de la canción. 

## Reparto
- Estrellita Castro como Soledad.
- Miguel Ligero como Relámpago.
- Roberto Rey como Carlos.
- Concha Catalá como Dolores.
- Alberto Romea como Freddy.
- Pedro Fernández Cuenca como empresario.
- Fortunato García como gerente del hotel.
- Manuel Pérez como botones.
- José Escandel como agente artístico.